# Dwór w Zawadzie Pilickiej
Dwór w Zawadzie Pilickiej – pochodzący z XIX wieku budynek dworski, znajdujący się w Zawadzie Pilickiej (powiat zawierciański). Obecnie obiekt jest własnością prywatną.

## Historia i architektura
Zespół dworski powstał w XVIII wieku, natomiast zachowany do dziś dwór został wybudowany najprawdopodobniej w połowie XIX wieku. W okresie międzywojennym należał do rodziny Krzemóckich. Po II wojnie światowej został znacjonalizowany i w 1954 roku przebudowany z przeznaczeniem na szkołę, która funkcjonowała w budynku do 1995 roku. Aktualnie stanowi własność prywatną, pełniąc funkcję mieszkalną.
Budynek stanowi parterowa konstrukcję murowaną, przykrytą dwuspadowym dachem. Od frontu znajduje się czterokolumnowy ganek. Dwór znajduje się w zabytkowym parku (nr rej. 662 z 18 grudnia 1957), w którym rosną liczne pomniki przyrody.